# Список гор Гренландии
Ниже представлен список гор Гренландии высотой более 3000 метров над уровнем моря. Таковых на острове насчитывается 19 штук, причём все они, кроме одной, расположены в коммуне Сермерсоок. 10 из 19 самых высоких гор Гренландии входят в состав Хребта кронпринца Фредерика, причём ни одна из них не имеет собственного имени.

## Список
Сортировка по убыванию высоты.
| Вершина                                        | Хребет или массив, координаты                               | Высота, м | Фото | Комментарии, ссылки |
| ---------------------------------------------- | ----------------------------------------------------------- | --------- | ---- | --- |
| Гунбьёрн                                       | Хребет Уоткинса 68°55′10″ с. ш. 29°53′55″ з. д.             | 3694      |      | Самая высокая точка Арктики |
| Безымянная вершина Хребта Уоткинса             | Хребет Уоткинса 68°48′40″ с. ш. 29°33′26″ з. д.             | 3606      |      | |
| Форель                                         | Швейцерланд 66°56′06″ с. ш. 36°47′15″ з. д.                 | 3383      |      | |
| Безымянная вершина Хребта Уоткинса             | Хребет Уоткинса 68°48′21″ с. ш. 29°16′57″ з. д.             | 3344      |      | |
| Гора Эйнара Миккельсена                        | Хребет Эйнара Миккельсена 68°53′ с. ш. 28°37′ з. д.         | 3282      |      | Хребет и его высшая точка названы в честь датского полярного исследователя Эйнара Миккельсена |
| Боргетинде                                     | Боргтиндерне 68°51′ с. ш. 28°14′ з. д.                      | 3267      |      | |
| Безымянная вершина Хребта кронпринца Фредерика | Хребет кронпринца Фредерика 67°03′ с. ш. 35°34′ з. д.       | 3256      |      | |
| Верхний Лагерь                                 | — 72°34′47″ с. ш. 38°27′33″ з. д.                           | 3207      |      | Не является горной вершиной в прямом смысле этого слова. Верхний Лагерь — это круглогодичная исследовательская станция в центре (и на высшей точке) ледникового щита Гренландии (и в центре самого острова). В связи с движением льдов координаты станции и её высота над уровнем моря постепенно меняются: указанные приведены по состоянию на июль 2009 года. Единственная «гора» данного списка, находящаяся не в коммуне Сермерсоок — в невключённой территории «Гренландский национальный парк». |
| Снебордет                                      | Хребет Линдберга 68°57′ с. ш. 30°50′ з. д.                  | 3171      |      | |
| Безымянная вершина Хребта кронпринца Фредерика | Хребет кронпринца Фредерика 67°07′05″ с. ш. 36°14′08″ з. д. | 3153      |      | |
| Безымянная вершина Хребта кронпринца Фредерика | Хребет кронпринца Фредерика 67°00′15″ с. ш. 35°52′13″ з. д. | 3127      |      | |
| Безымянная вершина Хребта кронпринца Фредерика | Хребет кронпринца Фредерика 67°03′03″ с. ш. 35°44′47″ з. д. | 3108      |      | |
| Безымянная вершина Хребта кронпринца Фредерика | Хребет кронпринца Фредерика 67°09′23″ с. ш. 35°36′09″ з. д. | 3092      |      | |
| Безымянная вершина Хребта кронпринца Фредерика | Хребет кронпринца Фредерика 67°08′39″ с. ш. 35°44′33″ з. д. | 3088      |      | |
| Безымянная вершина Хребта кронпринца Фредерика | Хребет кронпринца Фредерика 67°04′22″ с. ш. 36°02′31″ з. д. | 3075      |      | |
| Безымянная вершина Хребта кронпринца Фредерика | Хребет кронпринца Фредерика 67°00′10″ с. ш. 35°52′50″ з. д. | 3069      |      | |
| Безымянная вершина Хребта кронпринца Фредерика | Хребет кронпринца Фредерика 67°04′17″ с. ш. 36°12′59″ з. д. | 3056      |      | |
| Безымянная вершина Хребта кронпринца Фредерика | Хребет кронпринца Фредерика 66°59′20″ с. ш. 35°34′08″ з. д. | 3021      |      | |
| Триллингерне                                   | Хребет Линдберга 68°57′ с. ш. 30°50′ з. д.                  | 3020      |      | |

### Некоторые горы ниже 3000 метров
- Петерманн-Пик[англ.] — 2943 м.
- Данскетинден[англ.] — 2842 м.
- Норскетинден[англ.] — 2756 м.
- Паатусок[англ.] — 2488 м.
- Ригни-Бьерг[англ.] — 2385 м.[1][2]
- Гефионтинде[англ.] — 2364 м.
- Ревальтоппе[англ.] — 2317 м.
- Тинингнерток[англ.] — 2291 м.
- Гауле-Бьерг[англ.] — 2133 м.
- Налумасорток[англ.] — 2045 м.
- Кетил — 2010 м.
- Пайер-Пик[англ.] — 1979 м.
- Уламерторсуак[англ.] — 1858 м.
- Ангиартарфик[англ.] — 1824 м.
- Аллеруусакасиит[англ.] — 1744 м.
- Азимутбьерг[англ.] — 1738 м.
- Напасорсуак — 1590 м.
- Фаруэй-Хоу[англ.] — 1398 м.
- Тойфельшлосс — 1303 м.
- Писиссарфик[англ.] — 1220 м.
- Сермитсиак[англ.] — 1210 м.
- Уумманнак[англ.] — 1170 м.
- Мара[англ.] — 1155 м.
- Кайзер[англ.] — 1094 м.
- Гора Нины Банг[англ.] — 815 м.
- Насаасаак[англ.] — 784 м.